# Estação Goiabeira
A Estação Goiabeira é uma das estações da Linha Azul do Sistema de Trens Urbanos de Maceió, situada em Maceió, entre a Estação Sururu de Capote e a Estação Fernão Velho.
Localiza-se na Estrada da Goiabeira. Atende o bairro do Fernão Velho.